# Mutiny!
Mutiny! – minialbum zespołu The Birthday Party, wydany przed rozpadem grupy.
Album został nagrany w dwóch sesjach. Pierwsza z nich odbyła się w kwietniu 1983 roku w berlińskich Hansa Studios. W czasie pracy nad utworami, grupę odwiedził Blixa Bargeld z zespołu Einstürzende Neubauten, a w niedalekiej przyszłości członek zespołu Nicka Cave'a. Jego pomoc stała się konieczna, już w trakcie drugiej sesji w londyńskich Britannia Row Studios, w sierpniu 1983 roku, kiedy to zastąpił on gitarzystę Rowlanda S. Howarda w utworze "Mutiny in Heaven". Album został wydany nakładem wytwórni Mute.
W 1989 roku, poniższy materiał został wydany ponownie, na kompilacji Mutiny/The Bad Seed.

## Spis utworów
1. "Jennifer's Veil" – 4:54 (Cave, Howard)
2. "Mutiny in Heaven" – 4:16 (Cave, Harvey)
3. "Swampland" – 3:29 (Cave, The Birthday Party)
4. "Say a Spell" – 3:39 (Howard)